# 748
Évszázadok: 7. század – 8. század – 9. század
Évtizedek: 690-es évek – 700-as évek – 710-es évek – 720-as évek – 730-as évek – 740-es évek – 750-es évek – 760-as évek – 770-es évek – 780-as évek – 790-es évek
Évek: 743 – 744 – 745 – 746 –  747 – 748 – 749 – 750 – 751 – 752 – 753

## Események

### Európa
- Meghal Odilo bajor herceg. Az előző évben udvarába menekült Grifo (Martell Károly legkisebb fia) elbitorolja trónját a törvényes örököstől, a gyermekkorú III. Tassilótól.
- Meghal I. Eadbert kenti király, aki öccseivel, II. Æthelberttel és Alrickal kormányozta a kis angolszász királyságot. Helyét a triumvirátusban fia, Eardwulf veszi át.
- Konstantinápolyban véget ér a pestis. V. Kónsztantinosz császár Görögországból telepíti újra a lakossága harmadát elvesztő várost.

### Omajjád Kalifátus
- Az abbászida felkelés megszilárdítja helyzetét Horászánban, Abú Muszlim gyakorlatilag a tartomány kormányzójává válik. Az abbászida Kahtaba ibn Sabib al-Tai a perzsiai Gorgánnál megfutamít egy tízezres omajjád sereget majd elfoglalja Rajt (a leendő Teheránt).
- II. Marván kalifa Libanonban elfoglalja, kifosztja és nagyrészt lerombolja a lázadó Baalbek városát.
- Abd al-Malik ibn Marván egyiptomi kormányzó bebörtönözteti I. Mihály alexandriai pátriárkát. A núbiai Makuria királya, Küriakosz állítólag bevonul Egyiptomba és ostrom alá veszi annak székhelyét, Fusztatot, míg a pátriárkát szabadon nem bocsátják.

## Születések
- Muhammad ibn Umar al-Vákidi, arab történetíró
- Nagy Károly, frank császár

## Halálozások
- január 18. – Odilo, bajor herceg
- május 22. – Gensó, japán császárnő
- I. Eadbert, kenti király

## Fordítás
- Ez a szócikk részben vagy egészben  a(z)   748 című angol Wikipédia-szócikk ezen változatának fordításán alapul.  Az eredeti cikk szerkesztőit annak laptörténete sorolja fel. Ez a jelzés csupán a megfogalmazás eredetét és a szerzői jogokat jelzi, nem szolgál a cikkben szereplő információk forrásmegjelöléseként.